# ジャック・カーティー
ジャック・カーティー（Jack Carty、1992年8月31日 - ）は、ユナイテッド・ラグビー・チャンピオンシップ、コナートに所属するラグビーユニオン選手。

## プロフィール
- アイルランド・アスローン出身。
- ポジションはスタンドオフ(SO)。
- 身長 181cm、体重 88kg
- U20アイルランド代表に選ばれたことがある[1]。
- アイルランド代表キャップは11（2022年12月現在）でラグビーワールドカップ2019のアイルランド代表に選ばれた[2]。

## 略歴
2012年、コナートに加入。 